# پارک سانگ هون
پارک سانگ هون (کره‌ای: 박상훈؛ زادهٔ ۲ مه ۲۰۰۵) بازیگر اهل کره جنوبی است. او بازیگری را در سال ۲۰۱۴ آغاز کرد و در فیلم‌ها و مجموعه‌های تلویزیونی به عنوان بازیگر کودک ایفای نقش کرده‌است. او به خاطر ایفای نقش در جنگجویان سپیده‌دم (۲۰۱۷)، طلوع ماه در رودخانه (۲۰۲۱) و عاشقان آسمان سرخ (۲۰۲۱) شناخته می‌شود.

## فیلم‌شناسی

### مجموعه تلویزیونی
| سال       | عنوان                       | نقش                                               | توضیحات                  | منابع  |
| --------- | --------------------------- | ------------------------------------------------- | ------------------------ | ------ |
| ۲۰۱۵      | عصر سوپرمن                  | بچه                                               |                          | [ ۴ ]  |
| ۲۰۱۵      | تهیه‌کنندگان                 | جوانی بک سونگ چان                                 |                          | [ ۴ ]  |
| ۲۰۱۶      | باران گل ذهن من             | جوانی لی کانگ ووک                                 |                          | [ ۴ ]  |
| ۲۰۱۶      | آیینه جادوگر                | برادر کوچکتر هه ران                               |                          | [ ۴ ]  |
| ۲۰۱۶      | صدای قلب تو                 | جوانی جو جون                                      |                          | [ ۴ ]  |
| ۲۰۱۶–۲۰۱۷ | وزش نسیم                    | جوانی جو هی دونگ                                  |                          | [ ۴ ]  |
| ۲۰۱۶–۲۰۱۷ | دوران جوانی                 | برادر بزرگتر یو اون جه (۱۱ ساله)                  |                          | [ ۴ ]  |
| ۲۰۱۷      | سایمدانگ، خاطرات درخشان     | وون هیو                                           |                          | [ ۴ ]  |
| ۲۰۱۷–۲۰۱۸ | یک ادیسه کره‌ای              | اون سونگ                                          | حضور ویژه                | [ ۴ ]  |
| ۲۰۱۸      | نامحسوس                     | جوانی جانگ گی سو                                  |                          | [ ۴ ]  |
| ۲۰۱۹      | گل نوکدو                    | جوانی بک یی کانگ                                  |                          | [ ۵ ]  |
| ۲۰۱۹      | خدمه گل: آژانس ازدواج چوسان | جوانی کانگ                                        |                          | [ ۵ ]  |
| ۲۰۲۰      | مکانیک روح                  | پارک لو (بیمار)                                   |                          | [ ۵ ]  |
| ۲۰۲۰      | تولد دوباره                 | چون جونگ وو                                       |                          | [ ۶ ]  |
| ۲۰۲۰      | باد، ابر و باران            | لی جه هوانگ امپراتور گوجونگ، دومین پسر لی ها اونگ |                          | [ ۵ ]  |
| ۲۰۲۰      | از برامس خوشت میاد؟         | جوانی پارک جون یونگ                               |                          | [ ۵ ]  |
| ۲۰۲۰      | تأخیر در عدالت              | جوانی پارک ته یونگ                                |                          | [ ۵ ]  |
| ۲۰۲۱      | جاده یک تراژدی              | جوانی بک سو هیون                                  |                          | [ ۷ ]  |
| ۲۰۲۱      | طلوع ماه در رودخانه         | جوانی شاهزاده گو وون                              |                          | [ ۸ ]  |
| ۲۰۲۱      | عاشقان آسمان سرخ            | جوانی شاهزاده بزرگ جوهیانگ                        |                          | [ ۹ ]  |
| ۲۰۲۱      | عازم جهنم                   | جوانی جونگ جین سو                                 |                          | [ ۱۰ ] |
| ۲۰۲۱–۲۰۲۲ | ویترین خانه ملکه            | شین ته یونگ                                       |                          | [ ۳ ]  |
| ۲۰۲۲      | فردا                        | جوانی پارک جونگ گیل                               |                          | [ ۱۱ ] |
| ۲۰۲۲      | کیمیای روح                  | جوانی جانگ اوک                                    | پارت ۱                   | [ ۱۲ ] |
| ۲۰۲۲      | کافه حقوق                   | هونگ جی هون                                       | حضور افتخاری (قسمت ۶–۷)  | [ ۱۳ ] |
| ۲۰۲۳      | همکاری مغزها                | هو یونگ                                           | حضور افتخاری (قسمت ۹–۱۰) | [ ۱۴ ] |